# 格勒奈
格勒奈（法語：Grenay，法語發音：[ɡʁənɛ]）是法国上法蘭西大區加来海峡省的一个市镇，属于朗斯区。

## 地理
格勒奈（50°27'8"N, 2°44'35"E）面积3.22 平方千米，位于法国上法蘭西大區加来海峡省，该省份为法国北部沿海省份，西北濒北海，南至索姆省，东临北部省。
与格勒奈接壤的市镇（或旧市镇、城区）包括：马赞加尔布、列萬、洛斯昂戈埃勒、比利莱米讷。

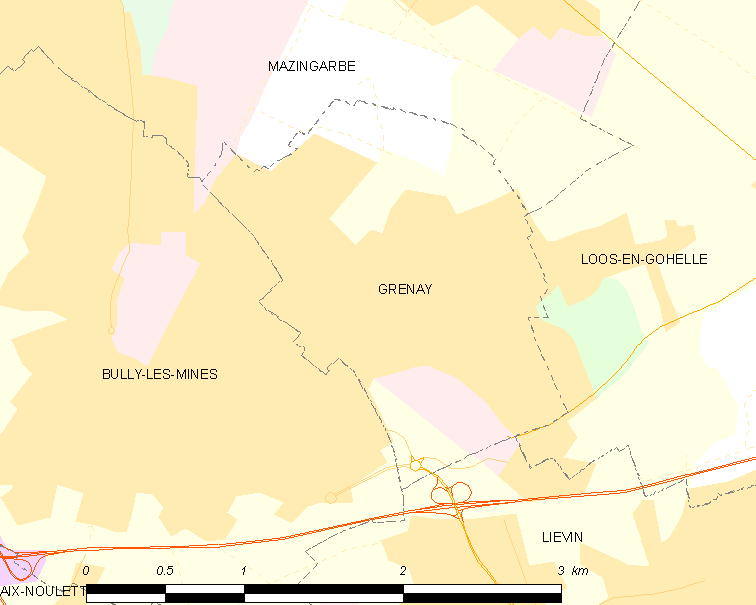
格勒奈的OSM定位图

格勒奈的时区为UTC+01:00、UTC+02:00（夏令时）。

## 行政
格勒奈的邮政编码为62160，INSEE市镇编码为62386。

## 政治
格勒奈所属的省级选区为万格勒县。

## 人口

1962-2008年间格勒奈人口变化图示

格勒奈于2022年1月1日时的人口数量为6674人。